# Escrime aux Jeux asiatiques de 2002
Pour un article plus général, voir Jeux asiatiques de 2002.
Navigation
1998 2006
Les épreuves d'escrime des Jeux asiatiques de 2002 se déroulent du 29 septembre au 4 octobre 2002 au gymnase Gangseo, à Pusan, en Corée du Sud. 12 titres sont attribués, quatre pour chaque arme. Parmi les 19 nations participantes, la Corée du Sud, nation hôte, est le pays le plus médaillé avec quinze médailles, suivie par la Chine (quatorze médailles) et le Kazakhstan (trois médailles dont une en or). C'est la première fois que le sabre féminin est représentée lors des Jeux asiatiques.

## Calendrier
|                     |                     |                     | 2      | 2      | 2      | 2      | 2      | 2      |
| Épée individuelle   | Épée individuelle   | Épée individuelle   | Hommes |        | Femmes |        |        |        |
| Fleuret individuel  | Fleuret individuel  | Fleuret individuel  | Hommes | Femmes |        |        |        |        |
| Sabre individuel    | Sabre individuel    | Sabre individuel    |        | Femmes | Hommes |        |        |        |
| Épée par équipes    | Épée par équipes    | Épée par équipes    |        |        |        | Hommes |        | Femmes |
| Fleuret par équipes | Fleuret par équipes | Fleuret par équipes |        |        |        | Hommes | Femmes |        |
| Sabre par équipes   | Sabre par équipes   | Sabre par équipes   |        |        |        |        | Femmes | Hommes |

|  | Jour de compétition |

## Résultats

### Podiums masculins
| Épreuves            | Or                                                                              | Argent                                                                       | Bronze                                                                     |
| ------------------- | ------------------------------------------------------------------------------- | ---------------------------------------------------------------------------- | -------------------------------------------------------------------------- |
| Épée individuelle   | Zhao Gang                                                                       | Wang Lei                                                                     | Sergey Shabalin                                                            |
| Épée par équipes    | Kazakhstan- Alexandr Axenov - Dmitriy Dimov - Sergey Shabalin - Alexey Shipilov | Chine- Wang Lei - Xie Yongjun - Zhao Chunsheng - Zhao Gang                   | Corée du Sud- Ku Kyo-dong - Lee Sang-yup - Yang Roy-sung                   |
| Fleuret individuel  | Wang Haibin                                                                     | Kim Sang-hun                                                                 | Wu Hanxiong                                                                |
| Fleuret par équipes | Chine- Wang Haibin - Wu Hanxiong - Zhang Jie - Zhou Riu                         | Corée du Sud- Choi Byung-chul - Kim Sang-hun - Kim Young-ho - Lee Kwan-haeng | Japon- Yusuke Fukuda - Takashi Okano - Naoto Okazaki - Hayato Shibuki      |
| Sabre individuel    | Lee Seung-won                                                                   | Wang Jingzhi                                                                 | Kim Doo-hong                                                               |
| Sabre par équipes   | Corée du Sud- Kim Doo-hong - Lee Hyuk - Lee Seung-won - Seo Seong-jun           | Chine- Chen Feng - Wang Jingzhi - Zhao Chunsheng - Zhou Hanming              | Kazakhstan- Yevgeniy Frolov - Sergey Sleptsov - Sergey Smirnov - Igor Tsel |

### Podiums féminins
| Épreuves            | Or                                                                    | Argent                                                                  | Bronze                                                                |
| ------------------- | --------------------------------------------------------------------- | ----------------------------------------------------------------------- | --------------------------------------------------------------------- |
| Épée individuelle   | Kim Hee-jeong                                                         | Hyun Hee                                                                | Shen Weiwei                                                           |
| Épée par équipes    | Corée du Sud- Hyun Hee - Kim Hee-jeong - Kim Mi-jung - Lee Keu-nam    | Chine- Li Na - Shen Weiwei - Zhang Li - Zhong Weiping                   | Hong Kong- Bjork Cheung - Cheung Yi Nei - Connie Ho - Yeung Chui Ling |
| Fleuret individuel  | Zhang Lei                                                             | Lim Mi-kyung                                                            | Seo Mi-jung                                                           |
| Fleuret par équipes | Corée du Sud- Lim Mi-kyung - Nam Hyun-hee - Oh Tae-yung - Seo Mi-jung | Chine- Liu Yuan - Ma Na - Meng Jie - Zhang Lei                          | Japon- Yuko Arai - Madoka Hisagae - Chieko Sugawara - Mika Uchiyama   |
| Sabre individuel    | Lee Shin-mi                                                           | Lee Gyu-young                                                           | Tan Xue                                                               |
| Sabre par équipes   | Chine- Bao Yingying - Huang Haiyang - Tan Xue - Zhang Ying            | Corée du Sud- Cho Kyung-mi - Kim Hee-yeon - Lee Gyu-young - Lee Shin-mi | Japon- Madoka Hisagae - Miyuki Kano - Chiyo Ogawa - Chieko Sugawara   |

## Tableau des médailles
| Rang  | Nation       | Or | Argent | Bronze | Total |
| ----- | ------------ | -- | ------ | ------ | ----- |
| 1     | Corée du Sud | 6  | 6      | 3      | 15    |
| 2     | Chine        | 5  | 6      | 3      | 14    |
| 3     | Kazakhstan   | 1  | 0      | 2      | 3     |
| 4     | Japon        | 0  | 0      | 3      | 3     |
| 5     | Hong Kong    | 0  | 0      | 1      | 1     |
| Total | Total        | 12 | 12     | 12     | 36    |